# 35-й Берлинский международный кинофестиваль
35-й Берлинский международный кинофестиваль проходил с 15 по 26 февраля 1985 года в Западном Берлине.

## Жюри[2]
- Жан Маре (председатель жюри)
- Макс фон Сюдов
- Альберто Сорди
- Регимантас Адомайтис
- Шила Бенсон
- Вольфганг Кольхаазе
- Онат Кутлар
- Луис Мехино
- Ингрид Шейб-Ротбарт
- Крис Сивернич
- Иштван Сабо

## Конкурсная программа
- 1919, режиссёр Хью Броди
- После тьмы, режиссёр Серджио Герраз, Доминик Отенен-Жирар
- Счёт до десяти, режиссёр Оскар Барни Финн
- Сверкающее солнце, режиссёр Ха Мёнджун
- Женщина и чужой режиссёр Райнер Зимон
- Дети режиссёр Маргерит Дюрас, Жан Масколо и Жан-Марк Турин
- Разбивающие сердца режиссёр Бобби Рот
- Хвала тебе, Мария режиссёр Жан-Люк Годар
- Откосить и не отсвечивать режиссёр Никос Перакис
- Моренга режиссёр Эгон Гюнтер
- Миссис Соффел режиссёр Джиллиан Армстронг
- Ночь изумрудного месяца режиссёр Вацлав Матейка
- Пехливан режиссёр Зеки Ёктен
- Связь через пиццерию режиссёр Дамиано Дамиани
- Места в сердце режиссёр Роберт Бентон
- Потомок белого барса режиссёр Толомуш Океев
- Практика любви режиссёр Вали Экспорт
- Смерть во французском саду режиссёр Мишель Девиль
- Роня, дочь разбойника режиссёр Таге Даниэльссон
- Сэбури моногатари режиссёр Садао Накадзима
- Стико режиссёр Хайме де Арминьян
- Лепестки, цветы, венки режиссёр Ласло Лугошши
- Смерть Белого Жеребца режиссёр Кристиан Циевер
- Уэзерби режиссёр Дэвид Хэйр
- Перевёрнутый мир режиссёр Йен Прингл

## Награды
- Золотой медведь:
  - Женщина и чужой, режиссёр Райнер Зимон[3]
  - Уэзерби, режиссёр Дэвид Хэйр[3]
- Золотой медведь за лучший короткометражный фильм:
  - Номер 1
- Серебряный медведь:
  - Роня, дочь разбойника
- Серебряный медведь за лучшую мужскую роль:
  - Фернандо Фернан Гомес — Стико
- Серебряный медведь за лучшую женскую роль:
  - Джо Кеннеди — Перевёрнутый мир
- Серебряный медведь за лучшую режиссёрскую работу:
  - Роберт Бентон — Места в сердце
- Серебряный медведь за лучший короткометражный фильм:
  - Рай
- Серебряный медведь за выдающиеся персональные достижения:
  - Толомуш Океев — Потомок белого барса
- Серебряный медведь — специальный приз жюри:
  - Лепестки, цветы, венки
- Серебряный медведь — почётное упоминание:
  - Дети
  - Связь через пиццерию
  - Пехливан
- Приз международной ассоциации кинокритиков (ФИПРЕССИ):
- Приз ФИПРЕССИ (конкурсная программа):
  - Токийский процесс
- Приз ФИПРЕССИ (программа «Форум»):
  - Тайная честь
  - Двадцать лет спустя
- Приз имени Отто Дибелиуса международного евангелического жюри:
- Приз имени Отто Дибелиуса международного евангелического жюри (конкурсная программа):
  - Хвала тебе, Мария
- Приз имени Отто Дибелиуса международного евангелического жюри (программа «Форум»):
  - Die Kümmeltürkin geht
- Приз «Интерфильма» — Один мир:
- Приз «Интерфильма» — Один мир (программа «Форум»):
  - Двадцать лет спустя
- Приз «Интерфильма» — почётное упоминание:
  - Уэзерби
  - Мечты города
- Приз Международной Католической организации в области кино (OCIC):
  - На чьей ты стороне?
- Приз Международной Католической организации в области кино (конкурсная программа):
  - Места в сердце
- Стимулирующий приз Международной Католической организации в области кино — почётное упоминание:
  - Хвала тебе, Мария
- Приз Европейской конфедерации художественного кино:
  - Дети
  - Уэзерби
- Награда C.I.D.A.L.C.
  - Дети
- Приз Международного центра фильмов для детей и молодёжи (C.I.F.E.J.):
  - Мир Бастера
- Приз Международного центра фильмов для детей и молодёжи (C.I.F.E.J.) — особое упоминание:
  - Ur en kos dagbok
- Премия Детского фонда ООН (UNICEF):
  - Мир Бастера
- Премия Детского фонда ООН за лучший короткометражный фильм:
  - Наши сто лет
- Премия Детского фонда ООН — особое упоминание:
  - Циске, крыса
- Приз Otto Domnick Film Award:
  - Great Kendo Commercial
- Приз газеты Berliner Morgenpost:
  - Роня, дочь разбойника
- Приз газеты Zitty:
  - Наш нацист
  - Раневой канал